# Jürgen Hentsch
Pour les articles homonymes, voir Hentsch.
Jürgen Hentsch (né le 17 mars 1936 à Görlitz, mort le 21 décembre 2011 à Rüdersdorf) est un acteur allemand.

## Biographie
Après l'abitur et l'Académie des arts dramatiques Ernst Busch à Berlin, il a des engagements théâtraux à Berlin, comme Richard III de Shakespeare, dans une mise en scène de Manfred Wekwerth, puis des engagements à Vienne et à Munich.
Hentsch fait ses débuts au cinéma en 1965 dans le film de la DEFA Karla. Pour son incarnation d'Ernst Schultze dans L'Homme de la mort de Romuald Karmakar, il est nommé comme meilleur acteur dans un second rôle au Deutscher Filmpreis en 1996.
En 2002, Jürgen Hentsch reçoit le Prix Adolf-Grimme et le Bayerischer Fernsehpreis du meilleur acteur pour son rôle de Heinrich Mann dans Thomas Mann et les siens. En 2004, il reçoit le Prix de la télévision allemande (de) pour son incarnation de Herbert Wehner dans Im Schatten der Macht.
Après une longue maladie, il meurt à Rüdersdorf à l'âge de 75 ans. Sa tombe se trouve au cimetière de Dorotheenstadt à Berlin.

## Filmographie sélective

### Cinéma
- 1965 : Solange Leben in mir ist, réalisation : Günter Reisch
- 1965 : Karla, réalisation : Herrmann Zschoche
- 1968 : J'avais 19 ans, réalisation : Konrad Wolf
- 1968 : Les Russes arrivent, réalisation : Heiner Carow
- 1969 : Le Temps de la vie (de), réalisation : Horst Seemann
- 1971 : Karriere, réalisation : Heiner Carow
- 1971 : Le Temps des cigognes, réalisation : Siegfried Kühn
- 1977 : Maman, je suis vivant, réalisation : Konrad Wolf
- 1995 : L'Homme de la mort, réalisation : Romuald Karmakar
- 1996 : Hannah, réalisation : Reinhard Schwabenitzky
- 1997 : Im Namen der Unschuld, réalisation : Andreas Kleinert
- 1998 : Hundert Jahre Brecht, réalisation : Ottokar Runze
- 1998 : Fette Welt, réalisation : Jan Schütte
- 2000 : Kaliber Deluxe, réalisation : Thomas Roth (de)
- 2000 : Pour une poignée d'herbe, réalisation : Roland Suso Richter
- 2003 : Sternzeichen, réalisation : Peter Patzak

### Télévision
- 1967 : Die Räuber, réalisation : Gerd Keil
- 1969 : Krupp und Krause, réalisation : Horst E. Brandt (1–5), Heinz Thiel (1–3)
- 1973 : Zement (de), réalisation : Manfred Wekwerth
- 1977 : Dantons Tod, réalisation : Fritz Bornemann
- 1978 : Clavigo, réalisation : Gerd Keil
- 1978 : Ursula, réalisation : Egon Günther
- 1981 : Kippenberg, réalisation : Christian Steinke
- 1991 : La Fin de l'innocence (de) réalisation : Frank Beyer
- 1994 : Der Mann mit der Maske, réalisation : Peter Schulze-Rohr
- 1995 : Der Sandmann, TV, réalisation : Nico Hofmann
- 1996 : Der Schattenmann, réalisation : Dieter Wedel
- 1996 : Fähre in den Tod, réalisation : Heiner Carow
- 1996 : Tatort: Perfect Mind – Im Labyrinth, réalisation : Friedemann Fromm
- 1997 : Der Hauptmann von Köpenick, réalisation : Frank Beyer
- 1998 : Abgehauen, réalisation : Frank Beyer
- 2000 : L'espoir d'un lendemain, réalisation : Johannes Fabrick
- 2001 : Thomas Mann et les siens, réalisation : Heinrich Breloer
- 2001 : Der Verleger, réalisation : Bernd Böhlich
- 2001 : Tatort: Mördergrube, réalisation : Christiane Balthasar
- 2002 : Eva – ganz mein Fall (série, 6 épisodes)
- 2003 : Im Schatten der Macht, TV, réalisation : Oliver Storz
- 2004 : À la recherche du passé, réalisation : Marco Serafini
- 2004 : Présumé coupable, réalisation : Samir Nasr
- 2004 : Tatort: Eine Leiche zu viel, réalisation : Kaspar Heidelbach
- 2005 : La Voleuse et le général; réalisation : Miguel Alexandre
- 2005 : Airlift - Seul le ciel était libre, réalisation : Dror Zahavi
- 2007 : Une princesse à marier (de), réalisation : Sibylle Tafel
- 2007 : Hiver 1945, réalisation : Kai Wessel
- 2008 : Embrasse-moi si tu m'aimes, réalisation : Anja Jacobs
- 2009 : Die Frau, die im Wald verschwand (de), réalisation : Oliver Storz
- 2009 : Der Mann aus der Pfalz (de), réalisation : Thomas Schadt